# Desastre na mina de Farmington
O Desastre na mina de Farmington foi uma explosão que aconteceu aproximadamente às 5:30 em 20 de novembro de 1968, na mina de carvão Consol No. 9 ao norte de Farmington e Mannington, West Virginia, Estados Unidos.

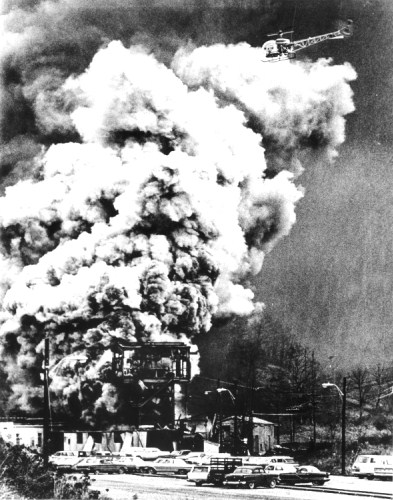
Fumaça e chamas saindo do poço Llewellyn da mina Consol No. 9 em 20 de novembro de 1968

A explosão foi grande o suficiente para ser sentida em Fairmont, a quase 19 quilômetros de distância. Na época, 99 mineiros estavam lá dentro. Ao longo das próximas horas, 21 mineiros conseguiram escapar da mina, mas 78 ainda estavam presos. Todos os que não conseguiram escapar pereceram; os corpos de 19 dos mortos nunca foram recuperados. A causa da explosão nunca foi determinada, mas o acidente serviu de catalisador para várias novas leis que foram aprovadas para proteger os mineiros.

## Consol Nº 9

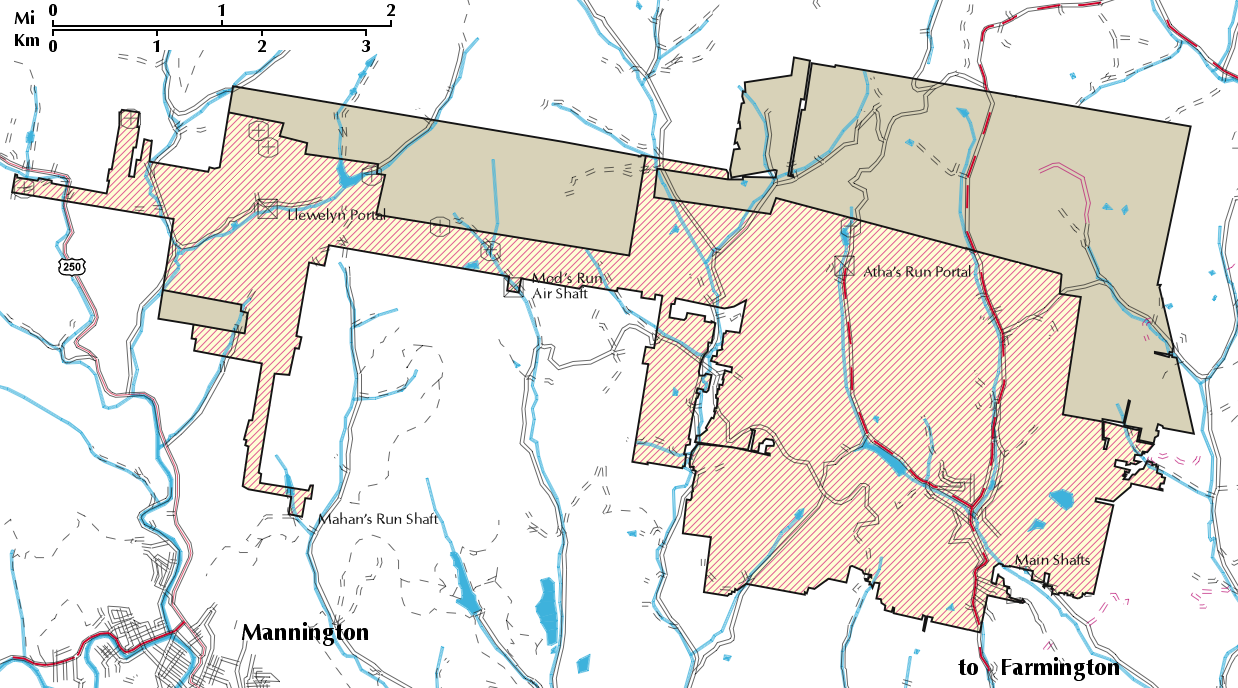
Mapa mostrando a localização e o tamanho do Consol. Mina nº 9 e seus poços de minas. As áreas rosa eram uma mina de sala e pilar no momento do desastre, enquanto a mineração de retirada havia sido concluída nas áreas marrons

A mina Consol No. 9 foi desenvolvida na camada de carvão de Pittsburgh, com suas entradas principais em James Fork, a confluência de Little Dunkard Mill Run e Dunkard Mill Run, 2 milhas (3 quilômetros) ao norte de Farmington, West Virginia (39° 32′ 19,09″ N, 80° 15′ 14,44″ O). A costura de Pittsburgh está a mais de 300 pés (90 metros) abaixo do fundo do vale nesta região e é bastante uniforme, geralmente com cerca de 10 pés (3 metros) de espessura.
Esta mina foi originalmente inaugurada em 1909 como Jamison No. 9 Mine, operada pela Jamison Coal and Coke Company. Os poços de entrada originais tinham 322 pés de profundidade. Ainda em 1909, notou-se que "os gases estão se liberando" do carvão na mina, de modo que lâmpadas de segurança trancadas eram usadas o tempo todo. Inicialmente, a energia do ar comprimido foi usada para reduzir o carvão, que foi então explodido antes que a força do cavalo fosse usada para transportar o carvão para o poço, mas dentro de um ano, foram obtidas locomotivas de ar comprimido para a ferrovia da mina.
Entre 1911 e 1929, Jamison No. 9 produziu mais de 100.000 toneladas por ano, exceto em 1922, quando a produção foi pouco abaixo de 3.000 toneladas. A produção caiu para pouco mais de 4.000 toneladas no início de 1930, após o que a mina foi fechada por três anos. A produção foi retomada em 1934, subindo para mais de 1,2 milhão de toneladas por ano em 1956.
Em 14 de novembro de 1954, uma explosão destruiu a mina, matando 16 mineiros e levando a um desligamento temporário. Além de 16 mortes, a explosão destruiu a estrutura da cabeça de um poço de mina. A explosão ocorreu durante a remoção do pilar realizada como parte da mineração de retirada.
Sob a propriedade da Consolidation Coal Company, a produção de carvão em 1977 foi de 98.772 toneladas. Este carvão foi produzido como subproduto da operação de recuperação após a explosão de 1968.

## Cronologia

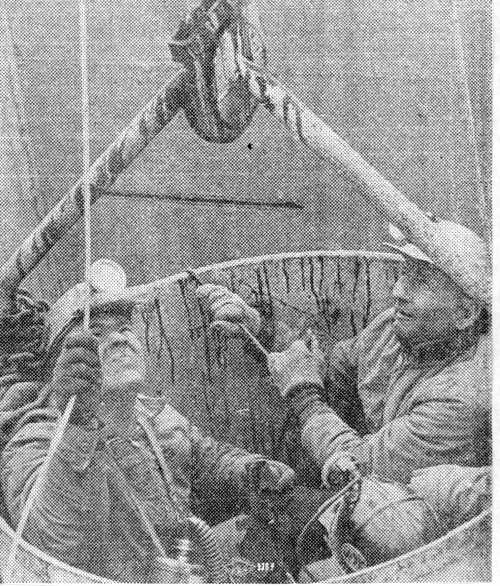
Três dos mineiros sendo resgatados por meio de uma caçamba em 20 de novembro

Às 5h30 da madrugada de 20 de novembro de 1968, uma explosão sacudiu a mina. Foi tão forte que um funcionário do motel relatou sentir vibrações a 19 quilomêtros de distância. Os mineiros que moravam na área ouviram o barulho e, sabendo o que significava, dirigiram-se à mina, onde descobriram um incêndio que se espalhava rapidamente com chamas atirando 150 pés no ar. Em poucas horas, 21 mineiros chegaram à superfície, mas 78 ainda estavam presos no subsolo.
Os incêndios continuaram a queimar por mais de uma semana e, em 29 de novembro, os socorristas finalmente admitiram a derrota depois que amostras de ar de furos de perfuração mostraram ar incapaz de sustentar a vida humana. A mina foi selada em 30 de novembro com concreto para evitar o fogo de oxigênio.
Em setembro de 1969, a mina foi deslacrada na tentativa de recuperar os corpos dos mineiros. O progresso foi lento porque os trabalhadores descobriram desmoronamentos que tiveram que cavar. Esse esforço de recuperação continuou por quase dez anos. Em abril de 1978, 59 dos 78 corpos foram recuperados.

## Legislação governamental resultante

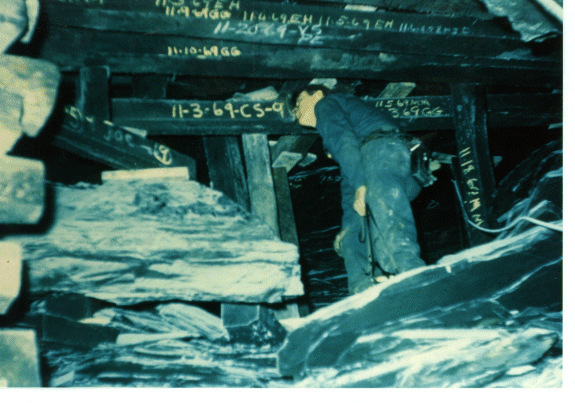
Operações de investigação e recuperação após a reabertura dos poços da mina

O desastre de Farmington foi um catalisador para a aprovação de grandes mudanças na lei de segurança de mineração dos EUA. Um mês após o desastre, o Departamento do Interior dos EUA realizou uma conferência sobre segurança em minas. O discurso de abertura de Stewart Udall fez referência especificamente a Farmington e concluiu: "Deixe-me assegurar-lhe que o povo deste país não aceitará mais o vergonhoso registro de saúde e segurança que caracterizou esta grande indústria".
Como resultado do desastre de Farmington, o Congresso dos Estados Unidos aprovou a Lei de Segurança e Saúde de Minas de Carvão de 1969, que fortaleceu os padrões de segurança, aumentando as inspeções federais de minas e deu aos mineradores de carvão direitos específicos de segurança e saúde. Em novembro de 1968, Davitt McAteer realizou um estudo das minas da Virgínia Ocidental após o desastre de Farmington.

## Investigação
Em 1990, a investigação federal da Administração de Segurança e Saúde de Minas sobre o acidente concluiu em parte que a ventilação na mina “era inadequada em geral e provavelmente inexistente em algumas áreas”.
Em 2008, um memorando escrito por um investigador em setembro de 1970 veio à tona. Nele, o inspetor escreveu que um alarme de segurança em um ventilador usado para liberar gás metano explosivo da mina havia sido desativado. “Portanto, quando o ventilador parava, não havia como alguém saber, porque o sinal de alarme foi ignorado”, escreveu o inspetor.

## Litígio
As famílias dos mineiros que morreram na explosão nunca foram compensadas por suas mortes. Uma ação movida no Tribunal do Condado de Marion em 6 de novembro de 2014, em nome das propriedades dos mineiros mortos, alegou que os demandantes descobriram em junho que o eletricista-chefe da mina, Alex Kovarbasich, desativou um ventilador que contribuiu para o acidente. O processo alega ainda que a empresa de mineração, Consolidation Coal Co., ocultou a identidade do gerente desde o acidente. Depois de ser transferido para o tribunal distrital federal devido à diversidade de jurisdição dos demandantes, o caso foi inicialmente arquivado devido ao estatuto de limitações em torno dos processos de homicídio culposo na Virgínia Ocidental. O processo foi posteriormente encaminhado ao Supremo Tribunal de Apelações da Virgínia Ocidental pelo Tribunal de Apelações dos Estados Unidos para o Quarto Circuito devido à falta de precedentes. O tribunal determinou que o estatuto de repouso é um elemento essencial de uma reivindicação de morte por negligência, e desde então foi aprovado.